# Веста
Веста (лат. Vesta, грч. Hestia) - римска богиња ватре, огњишта и дома. Била је ћерка Сатурна и Опе. Пандан Вести у грчкој митологији је Хестија.

## Митологија
Римљани су Весту сматрали заштитницом породице, и то у ширем смислу речи, као и заштитницом целог града Рима и римске држава.
Као заштитници града Рима саградили су јој на Форуму посебан храм који је у основи био кружан и подсећао је на огњиште. У том храму је било „државно огњиште“ са вечном ватром о којој су се бринуле свештенице храма - Весталке (било их је шест), које су у храму биле под заветом вечне невиности. У том храму су се чували и посвећени државни симболи, а међу њима се издвајала статуа Атине, коју је, према веровању, у храм пренео из Троје, Енеј. У храму се није налазила статуа Весте, јер је њену представу замењивала вечна ватра - огњиште. Свештенице су у храму правиле и брашно и свету со која се користила за обреде. Мушкарцима је био забрањен улаз у храм.
Беста је у највећем броју случајева представљана у облику ватре, доста ређе у људском облику.
9. јуна су се одржавале „Весталије“, један од најважнијих римских празника, јавна свечаност у Вестину част, а тог дана је била и заштитница хлеба, а сваки конзул, приликом ступања на дужност, а касније су то чинили и цареви, морао је принети жртву у Вестином храму у Лавинији, кога је подигао Енеј и у храм донео ватру из Троје.
Вестин значај за римску религију је био изузетно велики, па је и после успона хришћанства то био један од последњих нехришћанских култова који су били активни, све док га хришћански цар  Теодосије I није насилно распустио 391. године. Веста је била међу 12 најпоштованијих богова у римском пантеону.